# Cowin V3
Cowin V3 – samochód osobowy typu minivan klasy kompaktowej produkowany pod chińską marką Cowin w latach 2016–2018.

## Historia i opis modelu

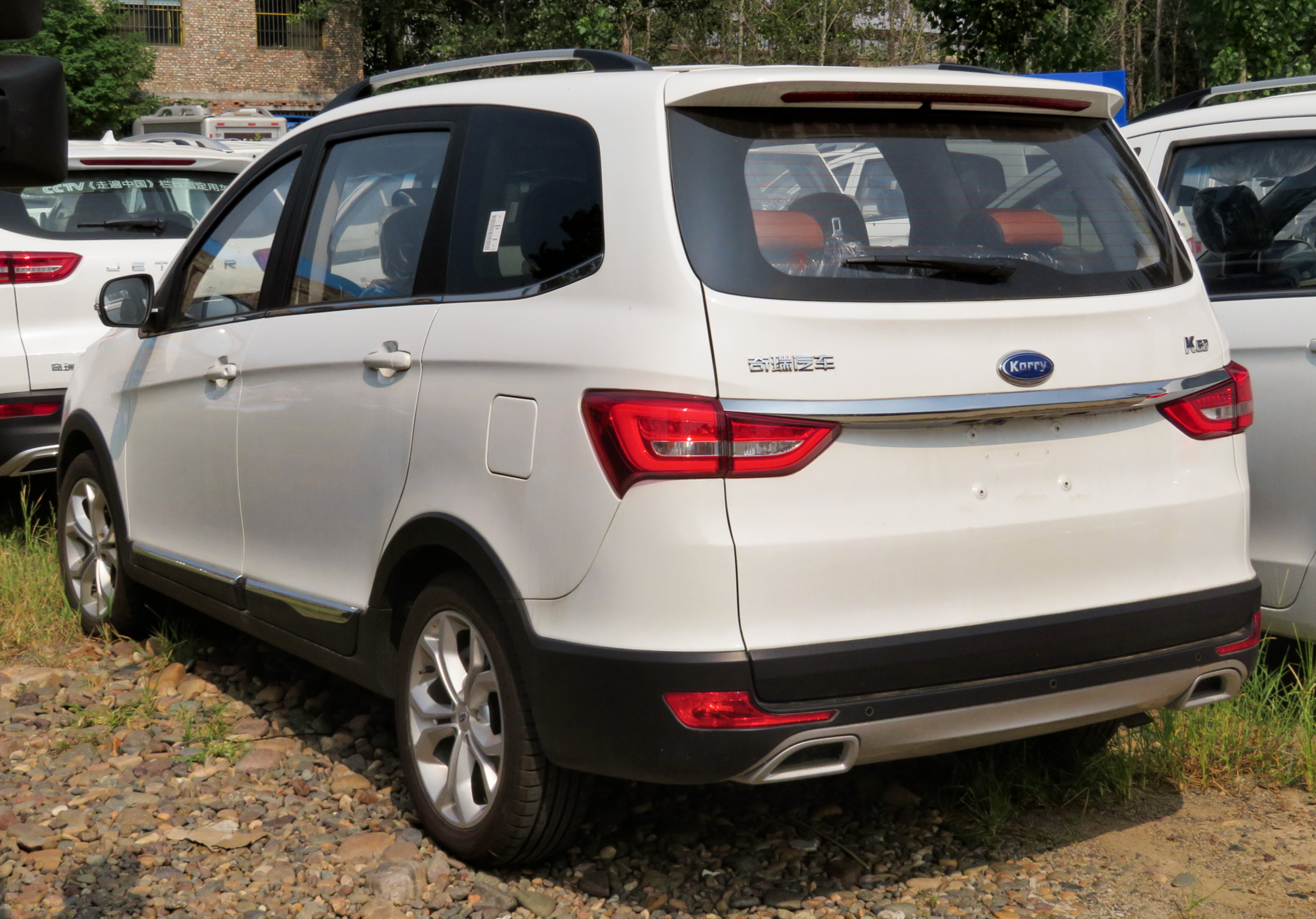
Cowin X5 - tył

W sierpniu 2016 roku oferta budżetowej marki Cowin została poszerzona przez kompaktowego minivana  V3, który podobnie jak inne produkty tego producenta powstał jako bliźniacza konstrukcja macierzystego koncernu Chery. Za bazę posłużył model użytkowej marki Karry w postaci równolegle debiutującego K60.
Pod kątem wizualnym Cowin V3 odróżnił się inną stylizacją przedniej części nadwozia, z imitacją wlotów powietrza w zderzaku oraz dużą atrapą chłodnicy otoczoną chromowaną obwódką oraz centralnie umieszczonym logo marki Cowin.
Gamę jednostek napędowych Cowina V3 utworzyła jedna, benzynowa czterocylindrowa jednostka spalinowa o pojemności 1,5-litra oraz o mocy 109 KM. Do wyboru klienci uzyskami manualną lub automatyczną przekładnię biegów.

### Sprzedaż
Wzorem innych modeli marki Cowin, V3 trafił do sprzedaży wyłącznie na wewnętrznym rynku chińskim. Pojazd nie zdobył jednak dużej popularności i już po dwóch latach od debiutu popyt na pojazd drastycznie spadł do poziomu mniej niż 100 sztuk rocznie, znikając z rynku w 2018 roku.

### Silniki
- R4 1.5l 109 KM